# Haltepunkt Radebeul-Weintraube

Der Haltepunkt Radebeul-Weintraube ist eine Betriebsstelle der Bahnstrecke Pirna–Coswig in Radebeul. 1838 lag dort auf dem Gebiet der Lößnitzortschaften der erste Haltepunkt der ältesten deutschen Ferneisenbahnverbindung Leipzig–Dresden, von Dresden aus gesehen: die Station Weintraube, die heute der älteste am selben Ort noch regelmäßig bediente Haltepunkt in Sachsen ist.

## Geschichte

Station Weintraube mit der Kleinen Weintraube: Dresdens erste Dampfwagenfahrt, am 19. Juli 1838. Zeitgenössische Lithografie

Wartehalle Weintraube, um 1900. Aus dem Familienalbum von Ernst von Schuch

Planzeichnung der Wartehalle, um 1887

Wartehalle Weintraube mit Gaststätte (mittig) im Empfangsgebäude, um 1900

Der Bau der von 1837 bis 1839 eingerichteten Ferneisenbahnverbindung Leipzig–Dresden wurde von beiden Seiten gleichzeitig begonnen. Das 8,18 km lange Teilstück von Dresden-Neustadt bis Weintraube wurde am 19. Juli 1838 feierlich eröffnet, gleichzeitig wurde nahe zum königlichen Weingut Hoflößnitz auf Höhe des heutigen Bahnhofs Radebeul-Weintraube die erste „Station“ auf heutigem Stadtgebiet von Radebeul eingeweiht, einschließlich der ersten Drehscheibe nach Dresden. In Anlehnung an das sich in der Nähe befindliche Weingut Zur Weintraube nebst Gasthof erhielt die Haltestelle den Namen Weintraube. Der Gastwirt nutzte die Gelegenheit, eine Filiale seiner Restauration direkt an der Bahn zu eröffnen, die Kleine Weintraube.
Bis Ende August jenes Jahres hatten bereits 68.000 Personen die „Dampffahrt“ in die Lößnitz genutzt, die auf nebenstehender zeitgenössischer Lithografie mit zwölf Minuten Fahrzeit für „vorwärts und retour“ angegeben wurde. Als Lokomotiven werden dort genannt: Blitz, Bury und Comet, als Personenwagen: Guttenberg, Gustav, Wittekind und Tell.
Am 16. September 1838 wurde das 13,44 km lange Teilstück Weintraube über Coswig bis Oberau vor dem damaligen Tunnel eröffnet. Nach Eröffnung der Gesamtstrecke Leipzig–Dresden 1839 wurde bis 1840 auf ganzer Strecke die Zweigleisigkeit hergestellt und ebenfalls 1840 elbabwärts der Bahnhof in Kötzschenbroda (Haltepunkt Radebeul-Kötzschenbroda) eröffnet, 1860 entgegengesetzt nach Dresden hin derjenige in Radebeul (Bahnhof Radebeul Ost). Diese beiden letzteren Stationen erhielten später auch verkehrliche Anlagen für den Güterverkehr.
An der Station Weintraube wurde auch die erste Wartehalle in der Lößnitz errichtet, die jedoch nach Einführung des Rechtsfahrens 1883 und Untertunnelung des Bahnkörpers 1887 durch einen Neubau ersetzt werden musste, welcher wiederum 1972 abgerissen wurde.
In Weintraube wie auch in Kötzschenbroda hielten die Züge in den ersten Jahren nur an bestimmten Tagen. Der Kötzschenbrodaer Fahrplan von 1876 weist aus, dass nicht alle der täglich 37 Reisezüge auch in Weintraube hielten, einige davon auch nur „nach Bedarf“.

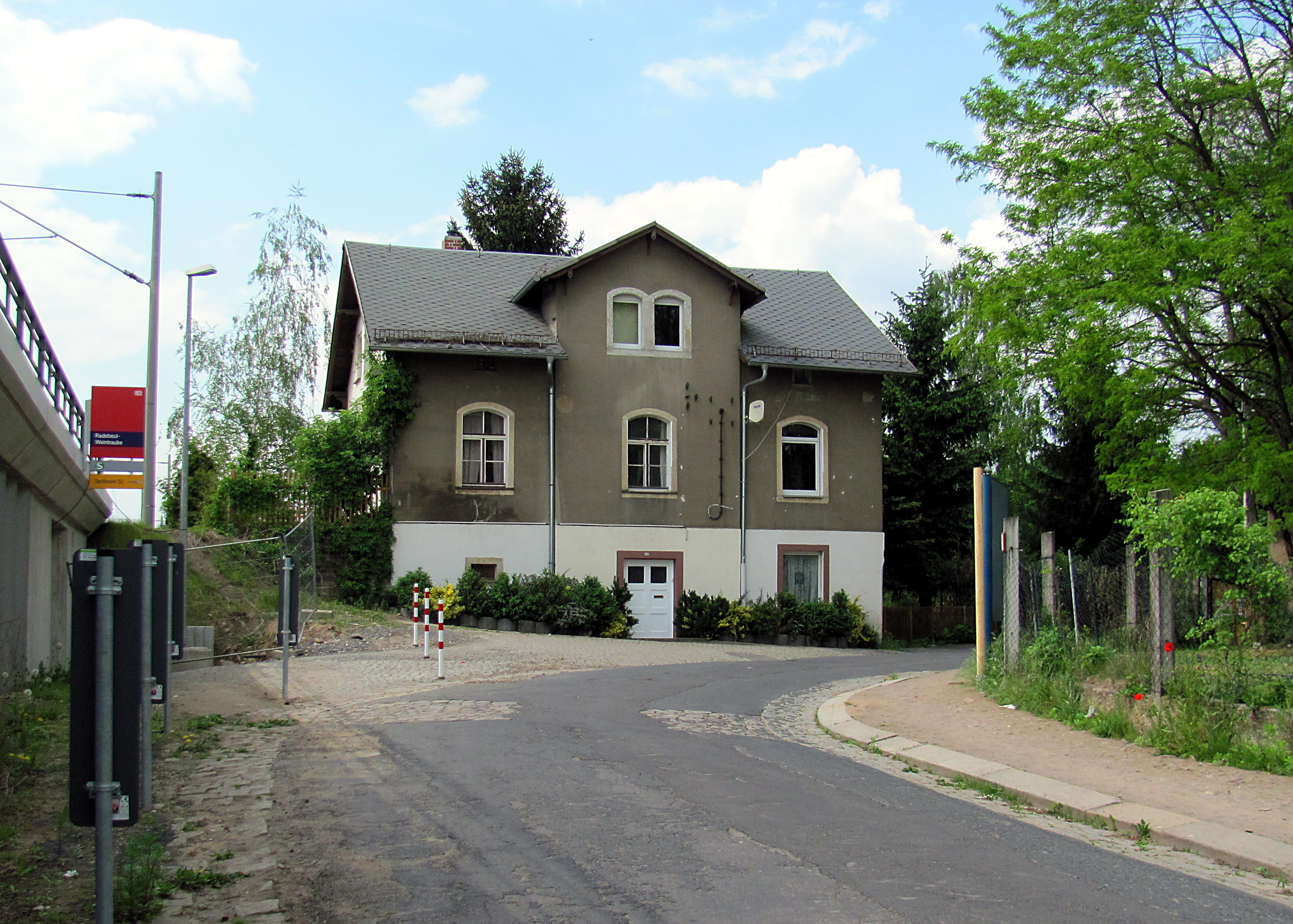
Ehemaliges Gaststätten-/Empfangsgebäude von 1898

Der im nahen Niederlößnitz wohnende Hofdirigent Ernst von Schuch fuhr viele Jahre mit der Eisenbahn von der Station Weintraube zur Arbeit. Extra für ihn wurde ein Sonderzug eingerichtet, im Volksmund „Schuch-Zug“ genannt, der jeweils zur Probenzeit fuhr.
Im Jahr 1900 begann der viergleisige Ausbau der Bahnstrecke. Am 1. Mai 1904 erhielt der Haltepunkt den Namen der umgebenden Ortschaft Serkowitz und am 1. Mai 1905, nach der Eingemeindung von Serkowitz nach Radebeul, wieder den ursprünglichen Namen Weintraube. Seit dem 15. Mai 1934 trägt die Betriebsstelle den heutigen Namen Radebeul-Weintraube.
Nach dem Zweiten Weltkrieg wurden 1945 im Zuge von Reparationsleistungen alle Gleise bis auf das südliche rückgebaut, und damit war nur noch ein Bahnsteig in Betrieb. Nur noch wenige Züge hielten dort, und oft wurden Fernverkehrszüge aus einer Richtung gebündelt über die einspurige Strecke geschickt.
Anfang der 1960er Jahre wurde zur Herstellung einer künftigen Dreigleisigkeit das nördliche Gleis wieder verlegt sowie in der Mitte dazwischen ein Gleis mit entsprechend großer Lichtraumumgrenzung für sowjetische Breitspurwagen (Spurweite 1520 mm). Das verschlissene südliche Gleis wurde abgebrochen. Ab 1982 wurde das südliche Gleis neu verlegt, und daran anschließend wurden die beiden anderen saniert. Das mittlere Gleis konnte für Züge in beiden Richtungen verwendet werden, die jedoch aufgrund des fehlenden Bahnsteigs nicht in Radebeul Weintraube halten konnten. Wegen der Weichenlage wurde der gesamte Verkehr Richtung Westen über das nördliche Gleis geführt und der nach Dresden gehende über das südliche Gleis. Das mittlere Gleis wurde in Richtung Westen von schnellfahrenden Zügen als Überholungsgleis, in Richtung Dresden als Regelgleis genutzt.
Von 2010 bis zum 5. Februar 2012 wurde der Haltepunkt ersatzlos nicht bedient, da wegen Bauarbeiten nur ein Streckengleis zur Verfügung stand und die daraus entstandenen Fahrplanzwänge keinen Halt zuließen. Alle Züge durchfuhren den Bereich ohne Halt mit bis zu 120 km/h.
Heute halten in Radebeul-Weintraube ausschließlich die Züge der Linie S 1 der S-Bahn Dresden.

## Aufbau

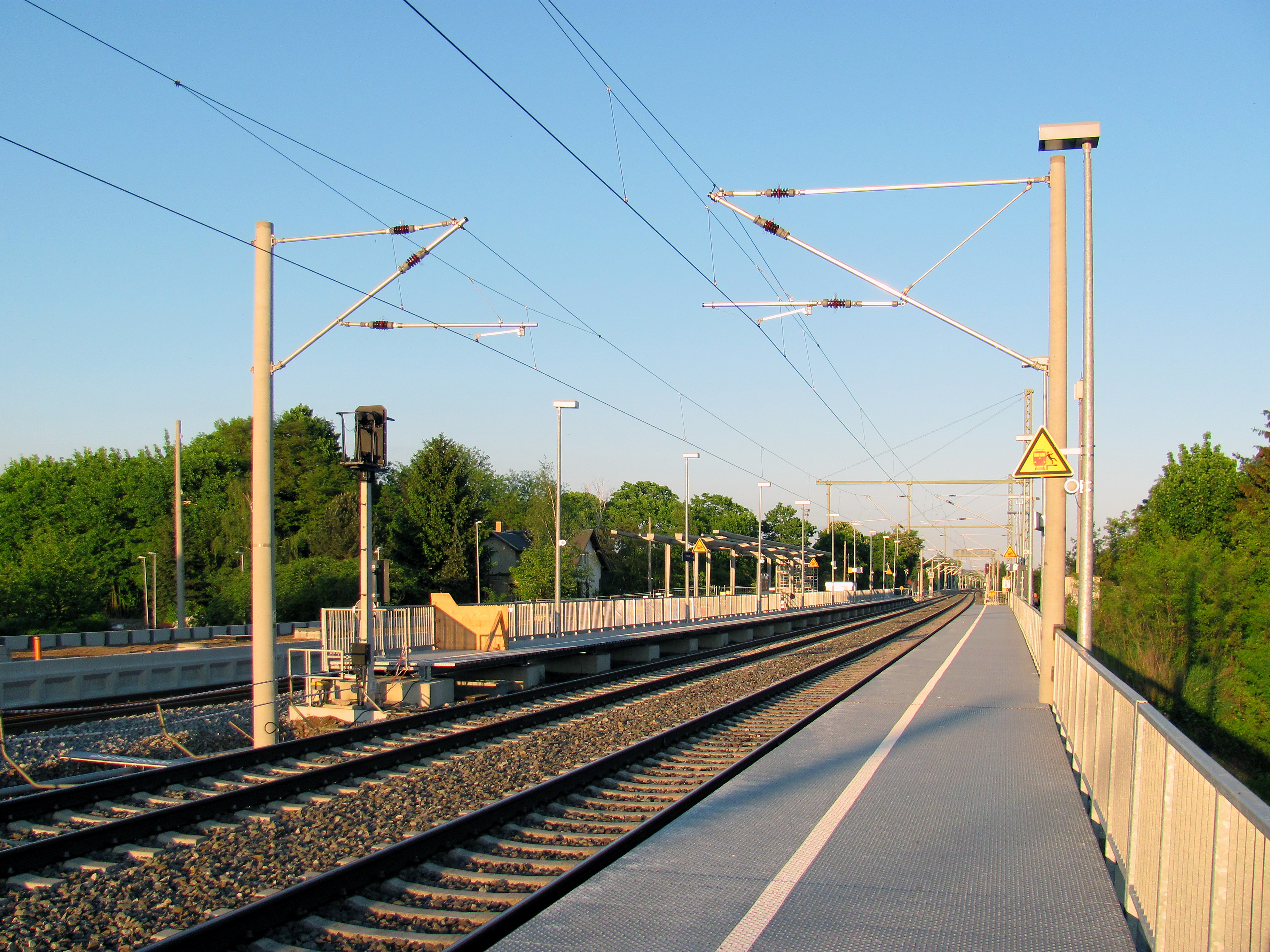
Radebeul-Weintraube während der Bauarbeiten (2013) mit den Behelfsbahnsteigen an den bereits fertiggestellten Fernbahngleisen

Der Haltepunkt Radebeul-Weintraube bestand zwischen 5. Februar 2012 und 17. November 2013 aus zwei Behelfsbahnsteigen an den späteren Ferngleisen. Heute hat der Haltepunkt einen Mittelbahnsteig mit Aufzug und Treppe zu einer Unterführung.